# Myrmecoroides
Myrmecoroides is een geslacht van wantsen uit de familie van de Miridae (Blindwantsen). Het geslacht werd voor het eerst wetenschappelijk beschreven door Gross in 1963.

## Soorten
Het genus bevat de volgende soorten:

- Myrmecoroides carinatus Gross, 1963
- Myrmecoroides cassowary Cassis & Wall, 2010
- Myrmecoroides grossi Carvalho, 1973
- Myrmecoroides monteithi Cassis & Wall, 2010
- Myrmecoroides rufescens Cassis & Wall, 2010